# Thor Holmqvist
Thor Henning Filip Holmqvist, född den 5 april 1895 i Göteborg, död den 1 februari 1964 i Strängnäs, var en svensk militär. Han var son till Filip Holmqvist.
Holmqvist blev fänrik vid Västgöta regemente 1919, löjtnant där 1922 och vid Älvsborgs regemente 1928. Efter att ha genomgått Krigshögskolan 1931–1933 blev han kapten vid regementet 1934 och major där 1940. Holmqvist var lärare vid Infanteriskjutskolan 1934–1944. Han befordrades till överstelöjtnant vid Norrbottens regemente 1944, vid Kronobergs regemente 1946, och till överste 1951. Holmqvist var befälhavare för Strängnäs försvarsområde 1949–1955. Han blev riddare av Svärdsorden 1940. Holmqvist vilar på Gamla kyrkogården i Strängnäs.